# Mistrzostwa Azji w Maratonie 2006
Mistrzostwa Azji w Maratonie 2006 – zawody lekkoatletyczne na dystansie maratońskim, które odbyły się 15 października 2006 w Pekinie.
Były to dziesiąte odrębne mistrzostwa Azji w maratonie, we wcześniejszych latach trzykrotnie (1973, 1975 oraz 1985) konkurencję tę rozgrywano w ramach mistrzostw Azji w lekkoatletyce.

## Rezultaty

### Mężczyźni
| Konkurencja:    | 1. miejsce   | Rezultat | 2. miejsce        | Rezultat | 3. miejsce | Rezultat |
| Bieg maratoński | Kenichi Kita | 2:15:37  | Takhir Mamaszajew | 2:15:58  | Yohei Sato | 2:16:39  |

### Kobiety
| Konkurencja:    | 1. miejsce | Rezultat | 2. miejsce    | Rezultat | 3. miejsce   | Rezultat |
| Bieg maratoński | Kim Kum-ok | 2:35:16  | Zhang Shujing | 2:35:24  | Oh Hyong-sun | 2:36:48  |